# Cabbage Patch Riots
Die Cabbage Patch Riots (von englisch riots ‚Unruhen‘) waren eine Reihe gewaltsamer Kunden-Unruhen in mehreren Einzelhandelsgeschäften in den Vereinigten Staaten im Herbst und Winter 1983. In diesem Jahr startete der Verkauf der Puppen der Marke Cabbage Patch Kids in den Vereinigten Staaten, was eine enorme Nachfrage verursachte. Die meisten Geschäfte hatten zu dieser Zeit normalerweise nur zwischen 200 und 500 Puppen auf Lager, da aber Tausende von Kunden in die Läden strömten und versuchten, eine der Puppen zu kaufen, kämpften viele mit anderen Kunden, um eine Puppe zu ergattern.
In der Weihnachtszeit 1983 kam es in großen Einzelhandelsgeschäften zu mehreren gewalttätigen Vorfällen. In kleineren Einzelhandelsläden versuchten Einzelhändler, der Menschenmassen dadurch Herr zu werden, indem sie „Kaufkarten“ (Kaufberechtigung und 1 Puppe pro Kunde) an die ersten hundert Kunden verteilten und Hunderte, wenn nicht Tausende mit leeren Händen zurückließen, nachdem sie mehrere Stunden in der Warteschlange gestanden hatten. Berichte über Gewalt beinhalteten Schlagen, Schubsen, Trampeln sowie einige Kunden, die andere mit Handwaffen wie Baseballschlägern angriffen, um eine Cabbage-Patch-Kids-Puppe zu bekommen. Auch wurden Kindern auf dem Weg zur Kasse im Laden Puppen von anderen Müttern aus den Händen gerissen. Verkäufer und Kaufhaus-Sicherheitsleute konnten dem gewaltsamen Massenansturm nicht Herr werden, so dass teilweise die Polizei gerufen werden musste. Etwa 200.000 Puppen wurden wöchentlich in China hergestellt, und der Hersteller Coleco buchte eigens Flüge, um die Läden in den USA schneller beliefern zu können, musste jedoch zugleich seine Werbekampagne herunterfahren. Die Puppen mit einem Ladenpreis um die 20 US-Dollar wurden teilweise für 40 Dollar in anderen Läden originalverpackt angekauft und dann für 50 Dollar und mehr an Kunden weiterverkauft.
1984, als das Angebot an Puppen größer wurde und die Nachfrage zurückging, ging auch die Gewalt zurück. Diese Unruhen waren Vorboten ähnlicher Ereignisse wie zum Beispiel für Tickle Me Elmo im Jahr 1996, die Hatchimals im Jahr 2016 und allgemein das Black-Friday-Gemenge in den USA seit den 2000er Jahren.